# Бирманска очилата костенурка
Бирманската очилата костенурка (Morenia ocellata) е вид влечуго от семейство Азиатски речни костенурки (Bataguridae). Видът е световно застрашен, със статут Уязвим.

## Разпространение
Разпространен е в Мианмар.